# Eimeria intricata
Eimeria intricata – protista z rodziny Eimeriidae, z rodzaju Eimeria. Wywołuje u owiec i kóz chorobę pasożytniczą - kokcydiozę. Eimeria intricata pasożytuje w jelicie cienkim, jelicie ślepym oraz okrężnicy.